# Escazeaux

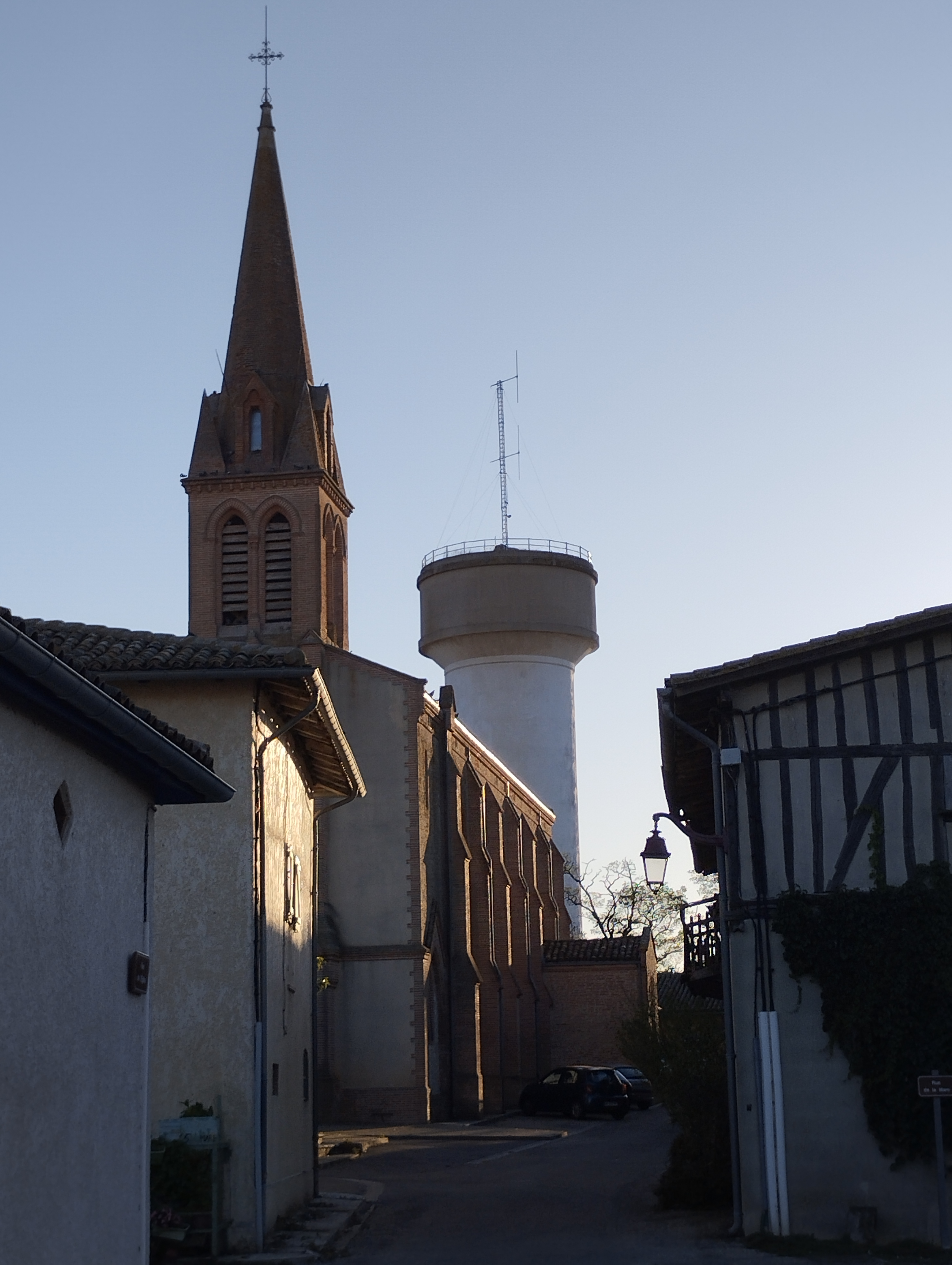

Escazeaux ist eine französische Gemeinde mit 289 Einwohnern (Stand: 1. Januar 2022) im Département Tarn-et-Garonne in der Region Okzitanien. Sie gehört zum Kanton Beaumont-de-Lomagne und zum Arrondissement Castelsarrasin. Die Bewohner nennen sich Escazeausiens.

## Lage
Die Gemeinde liegt rund 35 Kilometer südwestlich von Montauban. Das Gemeindegebiet wird vom Flüsschen Tessonne durchquert. Sie grenzt im Norden an Beaumont-de-Lomagne, im Osten an Bouillac, im Süden an Gariès und im Westen an Faudoas.

## Bevölkerungsentwicklung
| Jahr      | 1962 | 1968 | 1975 | 1982 | 1990 | 1999 | 2008 | 2015 |
| --------- | ---- | ---- | ---- | ---- | ---- | ---- | ---- | ---- |
| Einwohner | 303  | 275  | 242  | 231  | 227  | 222  | 282  | 298  |